# Heads Up
Heads Up is een Amerikaanse filmkomedie uit 1930 onder regie van Victor Schertzinger.

## Verhaal
Jack Mason is een vaandrig van de kustwacht. Hij inspecteert een jacht dat waarschijnlijk wordt gebruikt om drank te smokkelen. Aan boord van het jacht wordt hij verliefd op Betty Trumbull. Ondanks de bezwaren van haar moeder heeft Betty afspraakjes met Jack, die op die manier lijkt te ontdekken wie het meesterbrein achter de dranksmokkel is.

## Rolverdeling
| Acteur                 | Personage        |
| ---------------------- | ---------------- |
| Charles Rogers         | Jack Mason       |
| Helen Kane             | Betty Trumbull   |
| Margaret Breen         | Mary Trumbull    |
| Victor Moore           | Skippy Dugan     |
| Gene Gowing            | Rex Cutting      |
| Helen Carrington       | Martha Trumbull  |
| Billy Taylor           | Georgie          |
| Charles Anthony Hughes | Larry White      |
| Harry Shannon          | Kapitein Denny   |
| John Hamilton          | Kapitein Whitney |